# Vestfold og Telemarks litteraturpris
Vestfold og Telemarks litteraturpris (tidigare Vestfolds litteraturpris), är ett norskt litterärt pris som instiftades av bokhandeln Norli i Tønsberg (tidigare Olafsens Bog- og Papirhandel) 1997. Den tilldelas en författare som personligen eller genom sitt författarskap har anknytning till Vestfold og Telemark fylke. 
Vestfolds litteraturpris är primärt ett skönlitterärt pris, men kan också ges till en sakprosaförfattare. Den utdelas årligen av en jury bestående av fem medlemmar utsedda av Tønsberg og Nøtterøy Bibliotek, Vestfold fylkesbibliotek, Norli i Tønsberg och Tunsberg Litterære Selskap. 
Vestfolds litteraturpris delas ut under öppningsceremonin vid Litteraturuka i Vestfold i Fylkesbiblioteket i Tønsberg i november varje år. Priset består av ett grafiskt blad och ett resestipendium på 25 000 norska kronor. 

## Pristagare
- 1997 – Harald Rosenløw Eeg, ungdomsboksförfattare från Tønsberg
- 1998 – Gro Dahle, lyriker och författare bosatt på Tjøme
- 1999 – Ingvar Ambjørnsen, författare från Larvik
- 2000 – Margaret Skjelbred, författare från Stokke, bosatt i Tønsberg
- 2001 – Dag Solstad, romanförfattare från Sandefjord
- 2002 – Trude Marstein, författare från Tønsberg
- 2003 – Jan Mehlum, kriminalförfattare bosatt i Tønsberg
- 2004 – Stein Erik Lunde, ungdomsboksförfattare bosatt på Nøtterøy
- 2005 – Odd Børretzen, skribent bosatt i Tønsberg och Holmestrand
- 2006 – Kåre Glette, sakprosaförfattare och högskolelektor bosatt i Tønsberg
- 2007 – Svein Nyhus, barnboksförfattare och illustratör bosatt på Tjøme
- 2008 – Niels Christian Geelmuyden, författare och skribent bosatt på Tjøme
- 2009 – Sidsel Mørck, författare uppvuxen i Sandefjord
- 2010 – Tom Kristensen, författare från Tjøme
- 2011 – Erling Pedersen, författare bosatt i Larvik
- 2012 – Jørn Lier Horst, författare bosatt i Stavern
- 2013 – Mathis Mathisen, forfatter bosatt i Melsomvik
- 2014 – Kurt Aust, författare bosatt i Horten
- 2015 – Tone Gleditsch Stabell, författare bosatt i Horten
- 2016 – Steinar Opstad, författare från Stokke
- 2017 – Kari Woxholt Sverdrup, författare från Stokke
- 2018 – Stig Aasvik, författare från Horten
- 2019 – Marta Breen, författare och journalist från Larvik[2]
- 2020 – Kim Leine, författare från Telemark[3]
- 2021 – Tone Hødnebø, lyriker från Tønsberg
- 2022 – Erik Eikehaug, författare från Kragerø[4]
- 2023 – Victoria Lindberg, författare från Vestfold